# 북극 항공로
북극 항공로(北極 航空路)는 북극의 극지방의 상공을 이용하는 항공 항로를 의미한다. 미국 연방항공국에서는 북위 78도 이상을 북쪽 극지방으로 지정하는데, 이 지역의 대부분은 알래스카와 시베리아이다.
냉전기간동안 북극은 소련과 미국의 완충지대였다. 당시 유럽에서 극동 아시아를 연결하는 민항기들은 공산권인 옛 소련과 중국의 영토를 지나가지 못하였다. 그래서 이들은 중동 항로 혹은 알래스카를 통해 북극지역에 지나는 항로를 선택할 수밖에 없었다. 이러던 중 1978년 4월 20일, 파리를 출발하여 미국 알래스카를 거쳐 서울을 향하던 대한항공 902편이 승무원의 항법장치 오동작으로 구 소련에서 격추되는 일이 발생하였다. 냉전 이후 러시아와 중국이 자국의 육상 영공을 개방하면서 동아시아 자유진영 국가들과 유럽을 오가기 위해 알래스카를 거쳐 북극항로를 이용하는 일은 없어졌다. 대신 2001년부터 러시아가 북극해 영공을 개방해 시베리아를 거치는 북극항로 루트가 개척되었다. 뉴욕-홍콩 노선, 대한항공의 북미노선등도 시베리아 경유 북극항로를 주로 이용중에 있다.
현대에는 북한만이 함경북도 북동부와 라선특별시를 뺀 자국 영공을 통과하는 것을 금지하고 있다. 북한은 북한의 사실상 방공 식별 구역인 평양 비행 정보 구역을 통과하는 것은 관제 비용 지불을 전제로 허용하고 있다.

## 같이 보기
- 대원
- 남극